# Cañedino
Cañedino es una entidad de población española, hoy día deshabitada, del municipio de Topas, perteneciente a la provincia de Salamanca, en la comunidad autónoma de Castilla y León.

## Historia
A mediados del siglo XIX, el lugar, por entonces una alquería agregada al ayuntamiento de Villanueva de Cañedo, tenía contabilizada una población de 4 habitantes. Aparece descrito en el quinto volumen del Diccionario geográfico-estadístico-histórico de España y sus posesiones de Ultramar de Pascual Madoz de la siguiente manera:

CAÑEDINO: alq. agregada al ayunt. de Villanueva de Cañedo (V.), en la prov., part. jud. y dióc. de Salamanca (3 1/2 leg.), aud. terr. y c. g. de Valladolid (17 1/2): sit. en una llanura á orillas del arroyo que nace en térm. del Maderal y corre al O. por los de San Cristóbal del Monte y Villanueva de Cañedo: tiene 2 casas, una panera y 2 pajares. Confina N. con su matriz (1/4 leg.); E. Cardeñosa (1/2 cuarto); S. Huelmos (id.), y O. Santibañez (1/4 y 1/2): comprende 480 huebras de terreno, ocupadas en su mayor parte por 3 montes bastante poblados uno de ellos al N. que raya con val de Elvira; otro al E. con Cardeñosa, y otro al S. con Huelmos. La cosecha de granos es bastante escasa, y la ganaderia su principal prod. pobl.: 2 vec., 4 almas.
(Madoz, 1846, p. 489)

En 2023 la entidad singular de población de Cañedino, perteneciente al municipio de Topas, tenía empadronados 0 habitantes, encontrándose despoblado ya desde antes del año 2000.